# Lucas Till
Lucas Till (sinh ngày 10 tháng 8 năm 1990) là một diễn viên người Mỹ. Lucas bắt đầu đóng phim từ năm 2000, được biết đến chủ yếu qua series truyền hình "House", bộ phim điện ảnh "Hannah Montana The Movie" và video clip ca nhạc của nữ ca sĩ Taylor Swift mang tên "You Belong With Me".

## Tiểu sử
Lucas Till sinh tại Fort Hood, Texas nhưng phần lớn sống tại Marietta, Georgia. Lucas học tại Kell High School. Sau khi đóng xong phim "Hannah Montana The Movie" tại Savannah, Lucas trở về Kell High School để tốt nghiệp vào năm 2008. Sau khi tốt nghiệp, Lucas lên Los Angeles để tiếp tục sự nghiệp diễn viên

## Sự nghiệp
Từ sớm, gia đình của Lucas đã chú ý đến tài năng diễn xuất tự nhiên của anh. Joy Pervis phát hiện Lucas trong một lớp học diễn xuất mà mẹ anh ấy cho tham gia. Từ đấy, sự nghiệp của Lucas bắt đầu tiến triển. Năm 12 tuổi, Lucas tham gia thử vai cho bộ phim "The Adventures of Ociee Nash" mà anh ấy đóng vai Harry Vanderbilt, kẻ bắt nạt nhân vật chính. Năm 2004, Lucas đóng một vai nhỏ trong bộ phim "Lightning Bug". Vai diễn lớn đầu tiên của anh là vai Jack Cash, anh trai của Jonny Cash, trong bộ phim tài liệu Walk The Line. Sau vai diễn đó, Lucas bắt đầu xuất hiện trong một vài bộ phim độc lập của hãng Lifetime Television. Năm 2008, anh chính thức được biết đến khá nhiều qua bộ phim "Hannah Montana The Movie" với vai người bạn thuở nhỏ Travis Brody của Miley Stewart/Hannah Montana, do Miley Cyrus thủ vai. Lucas nói rằng anh chưa có kế hoạch gì về việc tham gia bộ phim nào khác của hãng Walt Disney. Lucas tiếp tục góp mặt trong bộ phim hài hành động của nam diễn viên cạo gội Jackie Chan (Thành Long), ở bộ phim "The Spy Next Door" trong vai một điệp viên người Nga. Lucas cũng thủ vai nam chính trong video ca nhạc của nữ ca sĩ nhạc đồng quê "Taylor Swift" với single thành công "You Belong With Me"
Vào ngày 8/7/2010, anh chính thức được chọn vào vai Havok cho bộ phim X-Men: First Class, đạo diễn Matthew Vaughn
| Năm  | Phim                         | Vai diễn             | Ghi chú               |
| ---- | ---------------------------- | -------------------- | --------------------- |
| 2003 | The Adventures of Ociee Nash | Harry Vanderbilt     |                       |
| 2004 | Lightning Bug                | Jay Graves           |                       |
| 2005 | Walk the Line                | young Jack Cash      |                       |
| 2006 | The Other Side               | young Samuel North   |                       |
| 2006 | Not Like Everyone Else       | Kyle Kenney          |                       |
| 2008 | Dance of the Dead            | Jensen               |                       |
| 2009 | Laid to Rest                 | store clerk          |                       |
| 2009 | Hannah Montana: The Movie    | Travis Brody         |                       |
| 2009 | The Lost & Found Family      | Justin               |                       |
| 2010 | The Spy Next Door            | Larry                |                       |
| 2010 | Vacation 8                   | Jack                 |                       |
| 2011 | Battle: Los Angeles          | Corporal Grayston    |                       |
| 2011 | X-Men: First Class           | Alex Summers / Havok |                       |
| 2008 | House                        | Simon                | Loạt phim truyền hình |
| 2009 | Medium                       | Adam                 | Loạt phim truyền hình |
| 2010 | Fear Clinic                  | Brett                | Loạt phim truyền hình |
| 2010 | Blue Mountain State          | Golden Arm           | Loạt phim truyền hình |
| 2016 | Macgyver                     | Angus "Mac" MacGyver | Loạt phim truyền hình |
| 2017 | Macgyver 2                   | Angus "Mac" MacGyver | Loạt phim truyền hình |
| 2009 | You Belong With Me           | Taylor Swift's Crush | Video ca nhạc         |